# Leonia cymosa
Leonia cymosa Mart. – gatunek roślin z rodziny fiołkowatych (Violaceae). Występuje naturalnie w Kolumbii, Wenezueli, Ekwadorze, Peru, Boliwii oraz Brazylii (w stanach Acre, Amazonas, Pará, Rondônia, Roraima, Maranhão i Mato Grosso). 

## Morfologia
PokrójZimozielone drzewo dorastające do 3–10 m wysokości.
LiścieBlaszka liściowa ma eliptyczny lub podługowaty kształt. Mierzy 10–17,5 cm długości oraz 3,8–7,3 cm szerokości, jest całobrzega lub nieco ząbkowana na brzegu, niemal siedząca, ma zbiegającą po ogonku nasadę i spiczasty wierzchołek.
KwiatyZebrane w pęczkach lub wierzchotkach wyrastających bezpośrednio z gałęzi (kaulifloria).
OwoceOrzeszki mierzące 25 mm średnicy, o kulistym kształcie i żółtej barwie.

## Biologia i ekologia
Rośnie w lasach, na wysokości do 700 m n.p.m.

## Zastosowanie
Owoce tego gatunku są lokalnie spożywane